# Ángel Blasco
Ángel Blasco Marqueta (Zaragoza, 1957) es un empresario, productor y director de cine español. Asimismo es profesor de la Universidad Villanueva y socio numerario de la Academia del Cine Catalán.

## Biografía
Comenzó su carrera profesional en Filmayer S.A. en 1980 como Director de Marketing y Supervisor de Doblajes. Fue responsable de muchos lanzamientos en España de cine independiente, entre ellos: ''Flash Gordon'', ''La Historia Interminable'', ''Los Inmortales'', ''Pasaje a la India'', ''Cotton Club'' o películas de la Compañía ''Columbia Pictures'' (distribuida entonces por ''Filmayer'') como ''Los Cazafantasmas,'' ''Karate Kid'', ''El Mejor'', y muchas otras y de películas de la Compañía ''Walt Disney Pictures'', también distribuida entonces por 'Filmayer: ''El Abismo negro'', ''1,2,3 Splash'', ''Basil el ratón superdetective'', ''Taron y el Caldero Mágico'' y ''Oz, un mundo fantástico'' entre otras.
En 994 fue nombrado Director de la Joint Venture Filmayer-CastleRock/Turner, donde fue responsable del lanzamiento de películas como Cadena perpetua, Antes de Amanecer, Un muchacho llamado Norte, La historia del Spitfire Grill, Hamlet, Othelo, En lo más crudo del crudo invierno, Olvídate de París, Eclipse total, Lone Star, Al cruzar el límite, City Hall, Poder Absoluto y otras varias, en las que se ocupó también de realizar las versiones españolas y diseñar las campañas de marketing.
Debutó en la producción en 1994 con el cortometraje Tradición familiar - Soliloquios de Diana Gálvez y en 2000 produjo su primer largometraje El viaje de Arián. En 2002 debutó como director con Cásate conmigo, Maribel, adaptación de la obra teatral Maribel y la extraña familia de Miguel Mihura, de la que también fue productor. En ese mismo año también produjo la película de animación Puerta del tiempo.
Entre los años 2004 y 2013 fue Director del Área de Cine de Telefónica de Contenidos -compañía filial de Telefónica- donde se encargó de la negociación con los Estudios de Hollywood de los contenidos de Cine para los proyectos de "Video bajo Demanda" que la Multinacional Española puso en marcha o en los que mantenía alianzas durante esos años (España, Brasil, República Checa, Alemania,Italia y Argentina), y en los que preparaba su lanzamiento (Colombia, Chile, Perú).
Tras dirigir el cortometraje Erik (2005), dirigió y produjo La carta del Rajà (2009), que fue nominada a la mejor película de animación en los Premios Gaudí 2010 y candidata en nueve categorías en los Premios Goya de ese mismo año. Con posterioridad ha participado en la producción de Bruc, el desafío (2010), Lope (2010) y Las aventuras de Tadeo Jones (2012).
A partir de 2012, en la productora Magic Films, desarrolló un sistema de producción audiovisual (Proyecto Pygmalion) basado en Captura de Movimiento e Interpretación, con el que ha sido productor audiovisual del artista Javier de Juan, en obras exhibidas en la fachada de la Casa de América durante el Festival Luz Madrid en noviembre de 2021 ("Estar vivo era moverse"), la exposición "Recalculando" en el Palacio de Quintanar de Segovia (2022-23), o "Cada vez que miras" en el Centro Conde-Duque Madrid, en 2024.
En 2022 concluye como Productor, junto a Adrián Guerra, Nuria Vals y Mercedes Gamero, la película "Los renglones torcidos de Dios", dirigida por Oriol Paulo y protagonizada or Bárbara Lennie y Eduard Fernández, sobre la novela de Torcuato Luca de Tena. Proyecto que inicia personalmente en 1992 desde "Magic Films" y culmina como coproducción entre Nostromo Pictures, Atresmedia Cine, Warner Bross y Filmayer.

## Filmografía como director
- La carta del Rajà (2009)[12]
- Erik (cortometraje) (2005)
- Cásate conmigo, Maribel (2002)

## Filmografía como productor
- Los renglones torcidos de Dios (2022)
- Las aventuras de Tadeo Jones (2012)
- Lope (2010)
- Bruc, el desafío (2010)
- La carta del Rajà (2009)
- Puerta del tiempo (2002)
- Cásate conmigo, Maribel (2002)
- Mezclar es malísimo (cortometraje) (2001)
- La carta (Enemigos) (cortometraje) (2000)
- El viaje de Arián (2000)
- El viaje de Arián (cortometraje) (1995)
- Tradición familiar - Soliloquios (cortometraje) (1994)